# Forever Blue
Forever Blue är titeln på ett spel som är utvecklat av Arika och är avsett för Nintendo Wii. Spelet är en dyksimulator, och har stöd för flera spelare via Nintendo Wi-Fi Connection. Under vattenytan kan man träffa på spelare från hela världen, och en lång rad havsdjur. Spelet släpptes den 2 augusti 2007 i Japan, den 9 november i Europa, och den 21 januari 2008 i USA.
I Japan och Europa heter spelet Forever Blue medan det i USA heter Endless Ocean.
Spelet är redan slutsålt i många affärer, och enligt uppgifter tillverkas inte spelet längre, dvs. att affärerna inte kommer att få in fler exemplar av spelet, vilket då kan leda till att detta spel senare blir sällsynt och har ett visst samlarvärde. 